# Venâncio José de Oliveira Lisboa
Venâncio José de Oliveira Lisboa (Rio de Janeiro, 7 de outubro de 1834 — Rio de Janeiro, 15 de maio de 1903) foi um político brasileiro.
Foi presidente da província da Paraíba, de 11 de junho de 1869 a 24 de outubro de 1870.
Presidiu ainda as províncias do Paraná, de 24 de dezembro de 1870 a 15 de janeiro de 1873, Minas Gerais, de 1873 a 1874, e Bahia, de 1874 a 1875.